# Хемминг (король Дании)
Хемминг (дат. Hemming) — король Дании в 810—812 годы.

## Биография
В «Francorum Gesta» сообщается, что после смерти в 810 году Гудфреда Датского «его наследником стал сын его брата» Хемминг. В 810 году было заключено перемирие, а в 811 году Хемминг заключил с Карлом Великим мир. «Анналы Эйнхарда» называют братьев Хемминга (Hemmingi), Ханквина (Hancwin) и Ангандео (Angandeo), а также Осфрида (Osfred) по прозвищу Турдимуло, Варстейна (Warstein), Суоми (Suomi), Урма (Urm), другого Осфрида, сына Хейлигена, Осфрида из Сконе, Хебби и Аовина среди датчан, подписавших в 811 году мир между франками и данами.
В «Анналах королевства франков» сообщается, что после смерти в 812 году Хемминга в Дании вспыхнула гражданская война. Претендентами в этой войне стали другой племянник Годтфрида — Сигфрид (Sigifredo nepos Godofredi) и Ануло, племянника Хериольда (Anulo nepos Herioldi). Оба претендента погибли в битве, но так как битву выиграли приверженцы Ануло, то королями стали братья Ануло Хериольд и Регинфрид (Herioldum и Reginfredum).